# Erich Großmann
Erich Großmann (* 30. Januar 1902 in Danzig; † 14. Dezember 1948 in Oerbke) war ein deutscher Mediziner, „Rassenhygieniker“, Hochschullehrer, SS-Führer und Senator für Volksgesundheit der Freien Stadt Danzig.

## Leben und Wirken
Großmann war der Sohn eines preußischen Unteroffiziers. Nach dem Schulbesuch in Danzig absolvierte er ein Studium der Medizin. Nach Studienende erhielt er 1926 die Approbation. Er wurde 1927 an der Universität Würzburg zum Dr. med. promoviert. Anschließend spezialisierte er sich im Bereich Hygiene, Sozialmedizin und Frauenheilkunde. Danach war er als Amtsarzt in Danzig tätig.
Ab 1933 war Großmann in Danzig Stellvertreter des Senators für Volksgesundheit Helmut Kluck. Nach Klucks Ausscheiden aus dem Senat wurde er 1937 dessen Nachfolger als Senator des nunmehr als Gesundheitswesen und Bevölkerungspolitik betitelten Ressorts. Auch folgte er 1937 Kluck als Direktor der Staatlichen Akademie für praktische Medizin in Danzig nach, wo er schon zuvor einen Lehrauftrag für Frauenheilkunde innehatte. In diesem Zusammenhang übernahm er auch dessen Lehrfächer Vererbungslehre und Rassenkunde. Großmann war zum 1. November 1931 der NSDAP beigetreten (Mitgliedsnummer 720.199) und betrieb die Eingliederung Danzigs in das Deutsche Reich, auch betätigte er sich bei der Heimwehr Danzig. In diesem Zusammenhang wurde ihm von Adolf Hitler am 20. April 1939 das Goldene Parteiabzeichen der NSDAP verliehen.
Nach Beginn des Zweiten Weltkrieges leitete Großmann im neu gebildeten Reichsgau Danzig-Westpreußen bei der in Danzig befindlichen Behörde des Reichsstatthalters Albert Forster die Abteilung Gesundheitswesen und Volkspflege. Er soll sich nach dem Überfall auf Polen dafür eingesetzt haben, dass auch polnische Kriegsverletzte in Danziger Kliniken behandelt wurden; diese sah er als „ehrlich kämpfende Gegner“ an. Auch wandte er sich gegen eine Aussiedlung der Kaschuben aus Danzig-Westpreußen. Großmann, der als Leibarzt Forsters fungierte, wurde auch Gauärzteführer und Gauamtsleiter des Rassenpolitisches Amtes. Er beteiligte sich planerisch an der „Ermordung von 1400 pommerschen Patienten im Wald von Piasnitz bei Neustadt in Westpreußen“. In der ersten Septemberhälfte des Jahres 1939 leitete er eine Kommission in der Heil- und Pflegeanstalt Schwetz, wo die dort tätigen Ärzte mittels Selektionslisten „alle jüdischen, verurteilten und nicht arbeitsfähigen Patienten“ erfassten sollten für eine „Verlegung“. Ab dem 10. September 1939 wurden innerhalb einer Woche circa 1000 Anstaltsinsassen nahe dem Landgut Luszkowo durch den Volksdeutschen Selbstschutz und SS-Männer erschossen. Am 19. September 1939 wurde Großmann durch Heinrich Himmler zum Oberführer der Allgemeinen SS befördert (SS-Nummer 27.786).
Nach Umwandlung der Staatlichen Akademie für praktische Medizin in die Medizinische Akademie Danzig wurde er 1940 deren Rektor und nach dem Aufbau des dortigen Instituts für Erb- und Rassenforschung dessen Direktor. Von 1941 bis 1945 bekleidete er dort den Lehrstuhl für Rassenhygiene. Bei Kriegsende leite er die medizinische Betreuung der Zivilbevölkerung in seinem Einflussbereich von Danzig und Hela aus.
Nach Kriegsende befand sich Großmann in britischer Internierung. Zunächst wurde er im Internierungslager Fischbek festgehalten, wo er sich erfolglos um die Wiedererrichtung der Medizinischen Akademie an einem anderen Ort bemühte. Vor seiner Auslieferung an Polen verübte Großmann am 14. Dezember 1948 Suizid im Internierungslager Oerbke.